# Transpozice (hudba)
Transpozice je, v hudební nauce, převedení skladby či její části z jedné tóniny do jiné při zachování vztahů (intervalů) mezi jednotlivými tóny skladby.

## Pravidla pro transpozici
1. O transpozici má smysl mluvit pouze v případech, kdy je výchozí a cílová tónina stejného typu. Lze tedy například transponovat z C dur do G dur nebo z a moll do g moll.
2. Při transpozici skladby se mění pouze výška tónů - všechny atributy týkající se tempa, rytmu a přednesu zůstávají neměnné.
3. V cílové tónině bude použita stupnice stejného typu, jako ve výchozí - například skladbu odehrávající se na bluesové stupnici je třeba transponovat opět na skladbu na bluesové stupnici, skladbu v dórském modu opět na skladbu v dórském modu.
4. Tón, který ve výchozí skladbě stojí na určitém stupni použité stupnice, bude v cílové (transponované) skladbě stát na stejném stupni cílové stupnice. (Například při transpozici z C dur do G dur je obrazem tónu e, který stojí na třetím stupni C dur, tón h, který stojí na třetím stupni G dur.)
5. Tón, který ve výchozí skladbě vznikne snížením tónu na určitém stupni použité stupnice, bude v cílové (transponované skladbě sníženým tónem k tónu na stejném stupni cílové stupnice. (Například při transpozici z C dur do B dur bude tón es, který vzniknul snížením třetího stupně C dur, převeden na des, který je snížením třetího stupně B dur.) Stejné pravidlo platí i pro dvojsnížené tóny (eses v C dur odpovídá deses v B dur).
6. Tón, který ve výchozí skladbě vznikne zvýšením tónu na určitém stupni použité stupnice, bude v cílové (transponované skladbě zvýšeným tónem k tónu na stejném stupni cílové stupnice. (Například při transpozici z C dur do F dur bude tón gis, který vzniknul zvýšením pátého stupně C dur, převeden na cis, který je zvýšením pátého stupně G dur.) Stejné pravidlo platí i pro dvojzvýšené tóny (gisis v C dur odpovídá cisis v G dur).

## Příklad
Zadání:
- transpozice posloupnosti c-f-e-es-d-g-c z C dur do Des dur

Převedení na stupně durové stupnice C dur:
- I-IV-III-IIIb-II-V-I

Převedení z obecných stupňů na konkrétní stupně durové stupnice Des dur:
- des-ges-f-fes-es-as-des

Poznámka: V lidové a populární hudbě (také například v jazzu) se v případě temperovaného ladění zápis výsledku transpozice někdy neformálně zjednodušuje - například místo dvojzmenšených a dvojzvětšených tónů je použit normální tón stejné výšky (f místo geses, d místo cisis). Dokonce je pro zjednodušení (například při akordovém doprovodu) možné použít e místo fes, c místo his.

## Transpozice akordových značek
V případě akordových značek postačí převedení základního tónu akordu, ostatní symboly zůstávají nezměněné. Například akord {\displaystyle Fmi^{13-/7maj}\,\!} lze z As dur do C dur transponovat na {\displaystyle Ami^{13-/7maj}\,\!} - vše až na základní tón (který se transponuje stejně jako každý jiný tón) zůstává neměnné.
Výjimkou jsou zlomkové akordové značky obratů, kde je třeba převést jak základní tón akordu v čitateli, tak vyznačený basový tón obratu ve jmenovateli zlomku: akord {\displaystyle {\frac {C^{7}}{E}}\,\!} v F dur odpovídá po transpozici do C dur akordu {\displaystyle {\frac {G^{7}}{H}}\,\!}